# Ina Albowitz
Ina Albowitz, née Freytag le 26 avril 1943 à Weimar est une femme politique allemande, membre du parti FDP. Elle a été élue au Bundestag de 1990 à 1998 et de 2000 à 2002.

## Biographie

### Vie personnelle
Ina Albowitz a effectué un apprentissage de femme de ménage. Elle suit ensuite une formation complémentaire d'assistante de dentiste et de publicitaire. Albowitz travaille en tant que manager dans des entreprises.
Ina Albowitz est veuve et a une fille.

### Engagement politique

#### Dans son parti
Ina Albowitz rejoint la FDP en 1975 et est présidente de la section locale Oberbergischer Kreis du parti de 1982 à 2002 et depuis 2019. Entre 1984 et 1998, elle est membre du Bureau régional du Land de Rhénanie-du-Nord-Westphalie du parti.

#### Mandats politiques
Ina Albowitz est élue au conseil municipal de Gummersbach de 1979 à 1991 puis de 1999 à 2000. Elle a été présidente du groupe FDP de 1981 à 1991 et adjointe au maire de 1984 à 1989.
Entre 1989 et 1994 et depuis 2009, elle est élue au conseil de district de l'arrondissement du Haut-Berg. Lors de son premier mandat, elle a été adjointe au président du district.
Ina Albowitz a été députée au Bundestag de 1990 à 1998, à chaque fois en étant élue via la liste du Land de Rhénanie-du-Nord-Westphalie. Le 6 juin 2000, elle revient au Bundestag en remplacement du député démissionnaire Jürgen Möllemann. Elle n'est plus candidate lors des élections de 2002.